# Carola Wedel
Carola Wedel (* 23. Oktober 1953 in Lörrach) ist eine deutsche Filmemacherin, Redakteurin, Moderatorin und Buchautorin.

## Leben
Nach dem Abitur 1972 studierte Carola Wedel Germanistik, Geschichte, Kunstgeschichte, Archäologie, Philosophie und Theaterwissenschaft an der Friedrich-Alexander-Universität Erlangen und der Freien Universität Berlin. 1978 schloss sie ihr Studium mit dem Magisterexamen in den Fächern Neuere Deutsche Literatur- und Kunstgeschichte, sowie Theater- und Medienwissenschaft ab. Bereits während dieser Zeit arbeitete sie als Regieassistentin für Theater- und Filmproduktionen, unter anderem bei Peter Zadek, Rudolf Noelte, Peter Stein, Daniel Christoff, Alfons Weidenmann und Walter Bockmayer.
Seit 1975 ist sie als Journalistin tätig: zuerst für Printmedien, wie die Nürnberger Nachrichten, Zitty oder Wolkenkratzer; dann ab 1978 freiberuflich als Hörfunkautorin für den SFB, WDR und SDR. 1984 begann sie ihre Tätigkeit als Fernsehredakteurin beim SFB, wo sie bis 1986 als selbständige Fernsehredakteurin und Moderatorin der neukonzipierten Sendung Berliner Platz, der ersten basisdemokratischen Talkshow mit Publikumsbeteiligung, arbeitete.
Zwischen 1986 und 1987 leitete und moderierte sie die Fernsehsendung Das Literarische Café aus dem Berliner Café Einstein. Danach war sie Moderatorin von MUMM, dem wöchentlichen Kulturmagazin des SFB, Redakteurin für die Berlinale-Berichterstattung im Dritten Programm (Koproduktion mit dem WDR), Abteilungsleiterin des ‚Kulturellen Features’ im SFB und nach der deutschen Wiedervereinigung Redakteurin der ersten gemeinsamen kulturellen Fernsehproduktionen der ARD zusammen mit dem DFF, dem Fernsehen der DDR.
1990 wechselte sie zum ZDF, zunächst als Kulturmoderatorin im heute-journal, dann als Moderatorin und Redakteurin des Kulturmagazins aspekte. 1991 erhielt sie einen Lehrauftrag an der Universität Siegen und baute ab 1992 das Kulturressort im ZDF-Morgenmagazin aus Berlin auf. Carola Wedel arbeitete seit 1994 als Kulturkorrespondentin für Sendungen wie heute und heute-journal. Als Initiatorin der Medienpartnerschaft zwischen ZDF/3sat und der Stiftung Preußischer Kulturbesitz realisierte Carola Wedel zahlreiche Berichte und Dokumentationen, die den Wiederaufbau der Museumsinsel und die Entstehung des Humboldt Forums begleiten. Die 2001 begonnene Langzeitdokumentation trägt den Titel „Jahrhundertprojekt Museumsinsel“ bzw. „Das Humboldt Forum – ein Jahrhundertprojekt“. Carola Wedel ist außerdem Herausgeberin und Autorin mehrerer Bücher.
Seit 2001 engagiert sich Carola Wedel im Team des Berliner Buchhändlerkellers. Sie organisiert und moderiert ehrenamtlich Gesprächsabende mit Filmeinspielungen und hat dabei vor allem Gäste zu kulturpolitischen Themen (Hermann Parzinger, Hartmut Dorgerloh, Iris Radisch) geladen.

## Auszeichnungen
- 1982: Kurt-Magnus-Preis
- 1983: Preis der Katholischen Bischofskonferenz
- 2001: Juliane-Bartel-Preis für die Fernsehdokumentation Stadt der Zukunft: Stadt der Frauen
- 2007: puk-Journalistenpreis für die Fernsehdokumentation Raubgut und Beutekunst aus der Reihe Die verlorenen Schätze der Museumsinsel
- 2009: Deutscher Preis für Denkmalschutz für das Langzeitprojekt Die Insel der Schätze: Museumsinsel Berlin

## Filme
ARD:
- 1987: Historische Landschaften: Als erhöbe sich ein Arm: Die nationale Erhebung in Schleswig-Holstein 1848: 1851
- 1988: Ach ja, das ist ja von einer Frau: Bildende Künstlerinnen gestern und heute?
- 1988: Heimatmuseum: Ein Roman wird Film
- 1989: Der ganz normale Luxus: Berliner Grand Hotels gestern und heute
- 1989: Abenteuer DDR: Erste Eindrücke von der Leipziger Dokumentar- und Kurzfilmwoche
- 1990: Typisch deutsch: Sonntagsspaziergang mit Manfred Krug
- 1990: Helke Misselwitz – Begegnung mit der DDR-Dokumentarfilmerin
- 1990: Vorwärts und schon vergessen: Zwischen Burgtheater und freien Gruppen: Ausblicke zum Theatertreffen 1990
- 1990: Nachbarn: europäische Kolonien in Berlin

ZDF:
- 1992: ‘Zeugen des Jahrhunderts’: Hildegard Hamm-Brücher
- 1995: Aspekte Extra: Schaut auf diese Stadt: Berlin im Christo-Rausch
- 1997: Menzels Reise in die neue Welt
- 1998: Das Haus der 1000 Meisterwerke: Die Berliner Gemäldegalerie
- 2000: Stadt der Zukunft: Stadt der Frauen
- 2001: Das Geheimnis des zerbrochenen Sterns: Das Jüdische Museum Berlin und seine Stifter
- 2001: Jahrhundertprojekt Museumsinsel, Kapitel 1: Die Rückkehr der Großen Meister: Wiedereröffnung der Alten Nationalgalerie
- 2002: Jahrhundertprojekt Museumsinsel, Kapitel 2: Die neue Museumsinsel: Der Mythos, Der Plan, Die Vision
- 2003: Jahrhundertprojekt Museumsinsel, Kapitel 3: In den Katakomben des Pergamonmuseums
- 2004: Jahrhundertprojekt Museumsinsel, Kapitel 4: Visionen für ein Museum von morgen
- 2004: Porträt: Corinna Harfouch
- 2005: Jahrhundertprojekt Museumsinsel, Kapitel 5: Nofretete und das Geheimnis von Amarna
- 2006: Jahrhundertprojekt Museumsinsel, Kapitel 6: Schatzkammer der Könige: Das Bodemuseum
- 2006: Zusammen mit Christian Deick: Schätze aus dem Deutschen Historischen Museum
- 2007: Jahrhundertprojekt Museumsinsel, Kapitel 7: Raubgut und Beutekunst
- 2008: Jahrhundertprojekt Museumsinsel, Kapitel 8: Die 434: oder das Geheimnis des Bunkers
- 2008: Jahrhundertprojekt Museumsinsel, Kapitel 9: Die Welt auf einer Insel: Visionen für den Berliner Schlossplatz
- 2009: Mit Herz und Hand: Die Retter des Neuen Museums Berlin
- 2009: Jahrhundertprojekt Museumsinsel, Kapitel 10: Eine Ruine wird zum Juwel – Das Neue Museum
- 2010: Nachts allein mit Nofretete: Ein Museum schläft nie
- 2011: Schätze des Islam: Die Doku begleitet Stefan Weber, Chef des Museums für Islamische Kunst, einem Teil des Pergamonmuseums, bei der Entwicklung des neuen Konzepts für sein Haus
- 2012: Der Mann, der Nofretete verschenkte: James Simon, der vergessene Mäzen[1]
- 2013: Unterwegs zu den Kulturen der Welt: Der Wiederaufbau des Berliner Schlosses und der darin geplanten Ausstellungen außereuropäischer Kunst und Kulturen
- 2014: Geheimnisvolles Turfan: Von der Seidenstraße zum Humboldtforum
- 2015: Die Indianer kommen: Indigene Völker im Berliner Humboldtforum
- 2016: Ein Eingang für die Ewigkeit: Stararchitekt David Chipperfield baut in Berlin
- 2017: Den Humboldts auf der Spur: Berlin-Paris und zurück
- 2018: Die Brüder Humboldt und ihr Forum: Impulse für den Dialog mit den Kulturen der Welt
- 2020: Countdown Humboldt Forum

## Publikationen
- Zusammen mit Hildegard Hamm-Brücher: Mut zur Politik. Göttingen 1993, ISBN 3-88977-325-7.
- Zusammen mit Inge Aicher-Scholl und Bärbel Bohley: Hildegard Hamm-Brücher, eine Präsidentin für alle. München 1994, ISBN 3-492-12008-3.
- Zusammen mit Hildegard Hamm-Brücher: Zeugen des Jahrhunderts: Hildegard Hamm-Brücher. Berlin 1999, ISBN 3-548-33251-X.
- Motive in den Werken von Malerinnen – Geschlechtsmerkmale? In: Arbeitsgemeinschaft Interdisziplinäre Frauenforschung und -studien (Hrsg.): Das Verhältnis der Geschlechter: Frauenförderung und Kunst von Frauen: Katalog zur Ausstellung (Band 1). Berlin 1998, ISBN 3-89085-319-6.
- Die neue Museumsinsel. Der Mythos: Der Plan: Die Vision. Berlin 2002, ISBN 3-87584-465-3.
- Das Pergamonmuseum. Menschen: Mythen: Meisterwerke. Berlin 2003, ISBN 3-89479-095-4.
- Nofretete und das Geheimnis von Amarna. Mainz 2005, ISBN 3-8053-3544-X.
- Das Bodemuseum: Schatzkammer der Könige. Berlin 2006, ISBN 3-89773-549-0.
- Das Neue Museum: Eine Ruine wird zum Juwel. Berlin 2009, ISBN 978-3-89773-623-8.